# Club Metalsan
Il Club Metalsan è una società calcistica boliviana di Cochabamba.

## Storia
In seguito alla sua fondazione prese parte al campionato del Dipartimento di Cochabamba, vincendo il titolo nel 1992. Nel 1993 debuttò nel campionato professionistico: nella prima fase terminò al 4º posto il proprio gruppo, e dovette disputare il girone che determinava le squadre retrocesse. Si trovò nel quadrangolare insieme a Universitario Beni, Universitario Potosí e Chaco Petrolero. Nelle 6 partite giocate ottenne 7 punti, con 3 vittorie, 1 pareggio e 2 sconfitte: fu l'unica delle 4 formazioni presenti nel gruppo a raggiungere la salvezza. Nel campionato 1994 ottenne 3 punti nella prima fase (giocò nel gruppo B), mentre nella seconda i punti furono 2 (una vittoria e 11 sconfitte su 12 incontri); in virtù di tali risultati, tra i peggiori della storia del campionato a livello statistico, il Metalsan fu retrocesso.

## Palmarès

### Competizioni nazionali
- Campionato di Cochabamba: 1

1992